# Nicolás Álvarez
Nicolás Álvarez (* 8. Juni 1996 in Quito, Ecuador) ist ein ehemaliger peruanischer Tennisspieler.

## Karriere
Álvarez spielte zwischen 2012 und 2014 auf der ITF Junior Tour. Während dieser Zeit gewann er vier Einzeltitel und zwei Doppeltitel, darunter die J1 Salinas und J300 San José im Doppel. Bei Grand-Slam-Turnieren nahm er 2014 dreimal teil und erreichte im Doppel zweimal die zweite Runde. Seine höchste Platzierung in der Junioren-Rangliste war Rang 17.
Von 2014 bis 2018 studierte Álvarez an der Duke University, wo er auch im College Tennis aktiv war. 2015 wurde er für seine Leistungen im Einzel als All-American ausgezeichnet.
Im Profibereich wurde Álvarez 2013 erstmals in der Weltrangliste geführt. Nach seinem Studienabschluss steigerte er seine Erfolge und gewann sowohl im Einzel als auch im Doppel seinen ersten Titel auf der ITF Future Tour. Sein erstes Profijahr beendete er auf Platz 530 im Einzel. 2019 markierte ein erfolgreiches Jahr: Álvarez gewann drei Einzel- und einen Doppeltitel und qualifizierte sich erstmals für Turniere der ATP Challenger Tour. In Campinas erreichte er nach drei Siegen das Viertelfinale, während er im Doppel 2019 in Columbus und 2020 in Punta del Este das Halbfinale erreichte. Seine beste Platzierung im Doppel war 2020 Rang 345. Im Jahr 2022 erreichte er in Corrientes mit Murkel Dellien sein einziges Challenger-Finale im Doppel.
Obwohl sich Álvarez bis Ende 2022 in den Top 400 hielt, blieb ihm ein weiterer Durchbruch verwehrt. Nach 2019 konnte er keine Titel mehr gewinnen, und seine Ergebnisse auf der Challenger Tour waren begrenzt. Im Einzel erreichte er 2021 in Barletta ein Viertelfinale und 2022 vier Viertelfinals, darunter Halbfinalteilnahmen in Cali und Banja Luka. Diese Leistungen führten zu seiner besten Platzierung im Einzel mit Rang 288. Eine schwere Knieverletzung am Ende der Saison 2022 zwang ihn jedoch zu einer über einjährigen Pause. Im April 2024 kehrte er mit einem Protected Ranking zurück, blieb aber bei vier Turnierteilnahmen sieglos. Im Oktober 2024 gab Álvarez schließlich seinen Rücktritt bekannt.
Zwischen 2016 und 2022 war Álvarez ein fester Bestandteil der peruanischen Davis-Cup-Mannschaft. Er bestritt neun Begegnungen und erreichte eine Bilanz von 7:9.